# Ioan Băncescu
Ioan Băncescu (n. 18 iulie 1946) a fost un senator român în legislatura 1992-1996 ales în județul Suceava pe listele partidului FDSN  și în legislatura 2000-2004. În legislatura 1992-1996, Ioan Băncescu a fost înlocuit de senatorul Mihai Nistor de la data de 1 februarie 1993. În legislatura 2000-2004, Ioan Băncescu a fost ales deputat pe listele PDSR, a trecut la PSD din iunie 2001 până în noiembrie 2002 iar din noiembrie 2002 a fost membru PRM.  În legislatura 2000-2004, Ioan Băncescu a fost membru în grupurile parlamentare de prietenie cu Republica Austria și Republica Argentina. 
În perioada 1993-1996 a fost prefect al județului Suceava.
Ioan Băncescu a absolvit facultatea de științe economice din Iași în 1970 și facultatea de drept din Iași în 1980. Conform biografiei sale oficiale, Ioan Băncescu a fost membru PCR în perioada 1972 - 1989, fără funcții. Școala cu clasele I-VIII „Ioan Băncescu” din Adâncata îi poartă numele.

## Legături externe
- Ioan Băncescu - Sinteza activitatii parlamentare în legislatura 2000-2004 Arhivat în 22 august 2016, la Wayback Machine.